# ییریتسه (ناحیه پلهریموف)
ییریتسه (به چکی: Jiřice) یک منطقهٔ مسکونی در جمهوری چک است که در ناحیه پلهریموو واقع شده‌است. ییریتسه ۱۳٫۵۶ کیلومتر مربع مساحت و ۸۷۷ نفر جمعیت دارد و ۵۶۰ متر بالاتر از سطح دریا واقع شده‌است.